# Neochera dominia
Neochera dominia är en fjärilsart som beskrevs av Butler 1854. Neochera dominia ingår i släktet Neochera och familjen nattflyn. Inga underarter finns listade i Catalogue of Life.

## Bildgalleri

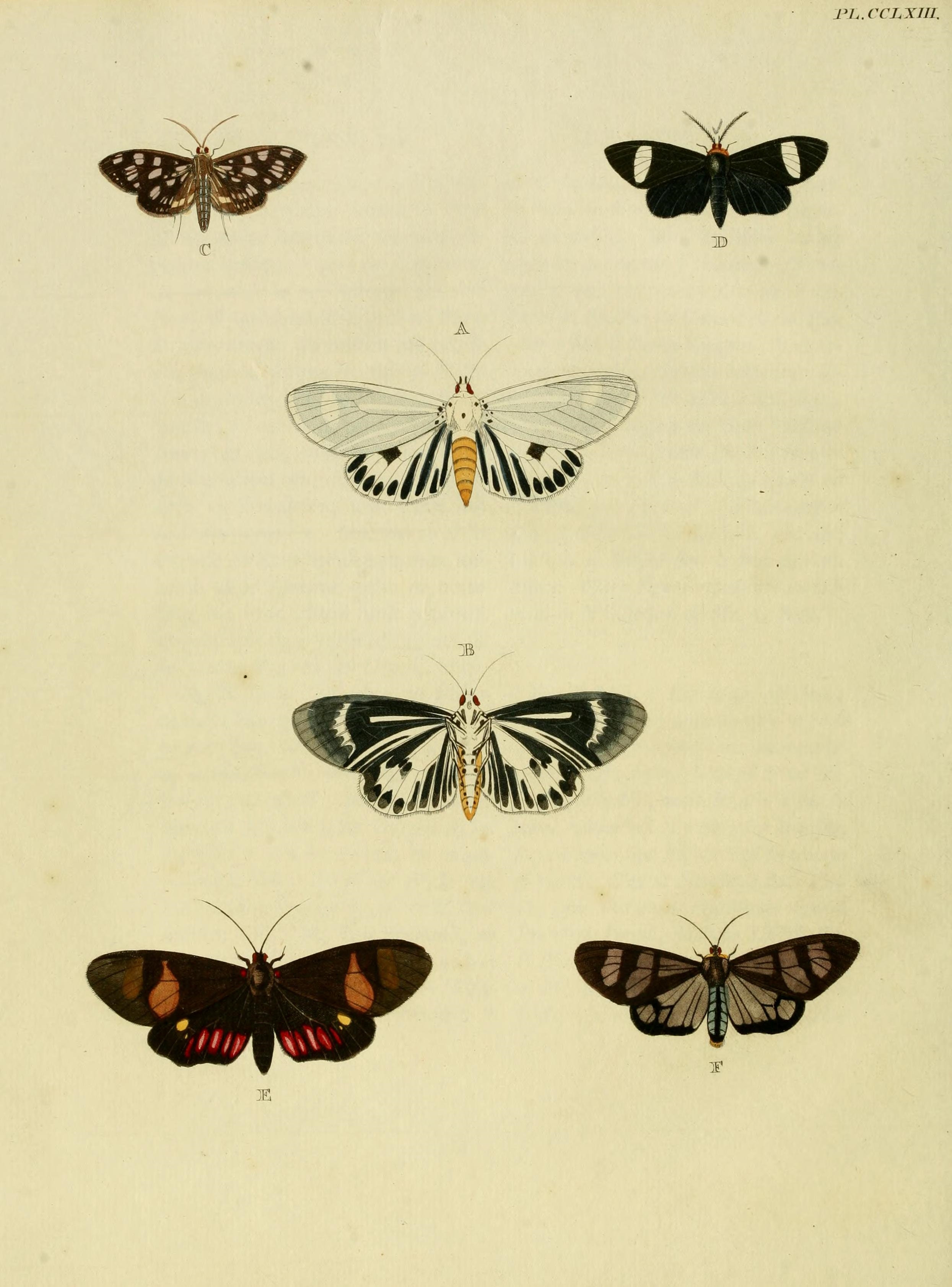
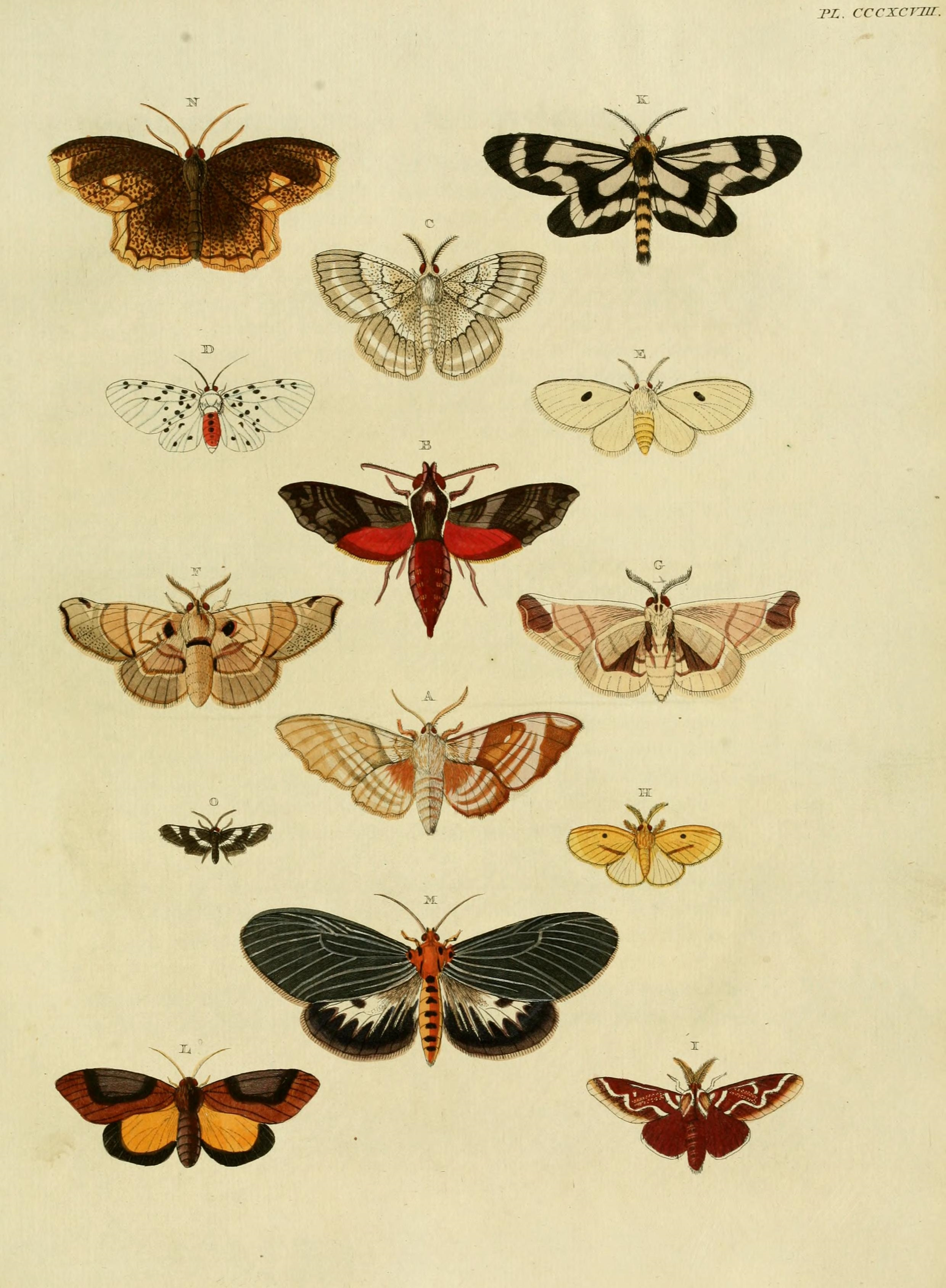